# Premi Carles Sabater
El Premi Carles Sabater és un premi atorgat a la millor lletra de cançó en català de l'any pel Centre de la Cultura Catalana.

## Llista de premiats
- 2009: Anna Roig i L'ombre de ton chien, per Corro sota la pluja.
Segon premi: Projecte Bu amb la cançó Giro, giro, giro....[1][2]
- 2008: Wantun, per Spectiu.
Segon premi: Ërase, per Aquesta nit.[3]
- 2007: Anímic, per Hospital per a animals.
Segon premi: DO, per Cridem la nit.[4]
- 2006: Hemisferi Centre, per Presa del meu cos.
Segon premi: Gerard Sesé, per Sento.
- 2005: Lluís Cartes, per Camina descalç.
Segon premi: Culdesac, per Del Nord.
- 2004: Miquel Abras, per Fent camí.
Segon premi: Marc Escarabat per Di-li.
- 2003 Nevera, per Períodes de revolució.
Segon premi: Carnal, per Rèquiem per un amor.
- 2002: Relk, per Mà sobre el cor.
Segon premi: UF...!, per Sempre.[5]
- 2001: Sapo, per Jols.
Segon premi: La banda magnètica, per Lluna plena.
- 2000: Estefania Alimbau, per Estimar-te.
Segon premi: Ni idea, per El teu nord.
- 1999: Indiskrets, per Mil i una nits.[6]